# Dick Schreuder
Dick Schreuder, né le 2 août 1971 à Barneveld aux Pays-Bas, est un footballeur et entraîneur néerlandais qui joue au poste de milieu défensif. Il est actuellement en poste au NEC Nimègue.

## Biographie

### Carrière de joueur
Né à Barneveld aux Pays-Bas, Dick Schreuder commence le football avec le club local du SDV Barneveld (en) avant d'être formé par le PSV Eindhoven. C'est avec ce club qu'il commence sa carrière professionnelle. Il joue s'on premier match de première division néerlandaise contre le Willem II Tilburg le 27 octobre 1991, où il est titularisé. Le PSV s'impose ce jour-là par deux buts à zéro.
Schreuder joue ensuite pour le Sparta Rotterdam, le FC Groningue et le RKC Waalwijk avant de faire un court passage en Angleterre, à Stoke City FC.
Après un passage d'une saison à Helmond Sport, Dick Schreuder joue pour le Go Ahead Eagles de 1999 à 2002, où il y termine sa carrière.

### Carrière d'entraîneur
Après sa carrière de joueur, Dick Schreuder devient entraîneur. Il commence avec le club de sa ville natale, le SDV Barneveld (en), de 2007 à 2013. 
Dick Schreuder devient l'entraîneur adjoint d'Edgar Davids au Barnet FC, puis il devient l'entraîneur principal, en duo avec Ulrich Landvreugd (en) en janvier 2014. En mai 2014, à l'issue de la saison, il quitte le Barnet FC et devient l'entraîneur principal du VV Katwijk.
Le 30 janvier 2018, Schreuder rejoint le Union de Philadelphie, en Major League Soccer, en tant qu'entraîneur adjoint.
Le 12 juin 2021, Schreuder devient l'entraîneur adjoint de Thomas Letsch au Vitesse Arnhem.
Dick Schreuder est nommé entraîneur principal du PEC Zwolle le 18 novembre 2021, afin de remplacer Art Langeler (en) qui a démissioné deux jours plus tôt.
Lors de la saison 2022-2023, le PEC Zwolle lutte pour une promotion et pour le titre de champion de deuxième division. Le sacre revient finalement en fin de saison au Heracles Almelo, mais en terminant deuxième du championnat le club de Zwolle est tout de même promu en première division et Schreuder est élu entraîneur de l'année en Eerste Divisie.
Le 28 juin 2023 Dick Schreuder prend la direction de l'Espagne et du CD Castellón, qui évolue alors en troisième division. Il succède ainsi à Albert Rudé (en) au poste d'entraîneur et a pour objectif de remonter en deuxième division.
Au cours de cette saison 2023-2024, Schreuder parvient à mener son équipe en haut du classement et à valider la promotion du CD Castellón vers la deuxième division espagnole,.

## Vie privée
Dick Schreuder est le frère d'Alfred Schreuder, également footballeur puis entraîneur. Leur autre frère, Bart Schreuder, exerce également le métier d'entraîneur.

## Distinctions personnelles
- Entraîneur de l'année d'Eerste Divisie en 2022-2023.